# 門羅恩科爾 (新澤西州)
門羅恩科爾（英語：Encore at Monroe）是位於美國新澤西州米德爾塞克斯縣的普查規定居民點。

## 人口
根據2020年美國人口普查的數據，門羅恩科爾的面積為0.50平方千米，皆為陸地。當地共有人口625人，而人口密度為每平方千米1,250人。